# Suhurlui (gmina)
Suhurlui – gmina w Rumunii, w okręgu Gałacz. Obejmuje tylko jedną miejscowość Suhurlui. W 2011 roku liczyła 1291 mieszkańców. 